# Virgin Steele (album)
Virgin Steele – debiutancki album amerykańskiej heavy/powermetalowej grupy Virgin Steele, wydany w grudniu 1982 roku. Reedycja kompaktowa wzbogacona o 8 dodatkowych utworów, została wydana 20 lat później przez następujące wytwórnie T&T, Noise i Sanctuary.

## Lista utworów
1. "Minuet in G Minor / Danger Zone" – 4:28
2. "American Girl" – 2:51
3. "Dead End Kids" – 3:25
4. "Drive On Thru" – 3:11
5. "Lothlorien" (bonus na reedycji) – 2:08
6. "Still In Love With You" – 6:17
7. "Children Of The Storm" – 6:26
8. "Pictures On You" – 3:29
9. "Pulverizer" – 2:10
10. "Living In Sin" – 3:49
11. "Virgin Steele" – 4:39
12. "The Lesson [demo]" (bonus na reedycji) – 5:58
13. "Life of Crime [demo]" (bonus na reedycji) – 4:29
14. "Burn The Sun [demo]" (bonus na reedycji) – 4:06
15. "American Girl [original mix]" (bonus na reedycji) – 2:52
16. "Dead End Kids [new mix]" (bonus na reedycji) – 3:28
17. "Drive On Thru [original mix]" (bonus na reedycji) – 3:12
18. "Living In Sin [original mix]" (bonus na reedycji) – 3:46